# Hans Ziegler
Hans Ziegler (Winterthur, Suíça, 5 de setembro de 1910 — Estes Park, 6 de agosto de 1985) foi um físico suíço.
Hans Ziegler foi um respeitado professor, autor de diversos livros texto sobre engenharia e termodinâmica, que foram traduzidos em outras linguas e relançados em novas edições.